# Бонго Ондимба, Паскалин
Паскалин Бонго Ондимба (фр. Pascaline Bongo Ondimba; род. 10 апреля 1956, Франсвиль) — габонский государственный деятель. Во время правления её отца, президента Габона Омара Бонго, занимала должность министра иностранных дел с 1991 по 1994 год и директора кабинета президента с 1994 по 2009 год.

## Биография
Родилась во Франсвиле (Французская Экваториальная Африка) в 1956 году.
В 1987 году была назначена личным советником президента республики и вошла в правительство страны в должности министра иностранных дел в июне 1991 года. С 1981 года президент Омар Бонго назначал на руководящие должности в министерство иностранных дел своих близких родственников. Непосредственным предшественником на этом посту был её сводный брат Али Бонго Ондимба, который на несколько лет моложе Паскалин и был лишен права занимать министерскую должность в соответствии с конституционным возрастным требованием. В своем первом обращении к Организации Объединённых Наций в 1991 году она высоко оценила изгнание иракских войск из Кувейта и выразила обеспокоенность по поводу насилия в Южной Африке. Она приветствовала реформы в Южной Африке, но также подчеркнула, что необходимы дальнейшие шаги для полной ликвидации системы апартеида. Отмечая крах социализма в странах Организации Варшавского договора, она сказала, что мир становится свидетелем быстрых изменений, но подчеркнула точку зрения Габона о том, что экономическая пропасть между развитыми и развивающимися странами — это «реальная мировая проблема».
Оставалась министром иностранных дел до марта 1994 года, когда президент Омар Бонго назначил Жана Пина на эту должность. В 1994 году Паскалин Бонго Ондимба была назначена директором президентского кабинета.
После смерти её отца в июне 2009 года, сводный брат Али Бонго был избран президентом. Сразу после вступления в должность он назначил Паскалин на должность Верховного личного представителя главы государства 17 октября 2009 года. В последующие годы у Паскалин и Али возникли сложности во взаимоотношениях.
В октябре 2023 года прокуратура Парижа объявила, что в начале 2024 года Паскалин Бонго предстанет перед судом вместе с компанией Egis Route, дочерней компанией французской строительной группы Egis, и пятью другими людьми по подозрению в коррупции, связанной с государственными контрактами в Габоне в 2010 и 2011 годах.

## Личная жизнь
Встречалась с певцом Бобом Марли в 1980-81 годах и рассказывала об их отношениях в документальном фильме «Марли» (2012). У Паскалин Бонго были отношения с Жаном Пином в конце 1980-х — начале 1990-х годов, имеют двоих детей. Однако, Жан Пин уже был женат и не хотел разводиться со своей женой. В 1995 году Паскалин Бонго вышла замуж за Поля Тунгуи, другого видного члена правительства.